# Peter Jöback (musikalbum)
Peter Jöback är ett studioalbum av den svenske sångaren Peter Jöback, släppt 1993 som hans debutalbum. Tillsammans med sin bror Mikael skrev han text och musik, och producerades tillsammans med Lasse Holm. Musikaliskt är det ett soulpopalbum.
Det var hans debutalbum, och fick en så kallad "döskalle" under en recension i Nöjesguiden. Den dåliga kritiken av albumet besjöng han 2006 i låten "Jag står för allt jag gjort", som bland annat innehåller orden Min första skiva sågades.

## Låtlista
1. Varje gång vi ses
2. Nu när jag funnit dig
3. Du är min längtan
4. Behöver dig
5. Vem vet
6. Om du vill ha mer
7. Kom till mig
8. Vem bryr sig om
9. I din blick
10. Det ingen annan vet